# Staré Město (Praha)
Staré Město (původně Pražské město/Pragensis civitas, Větší město/Major civitas či Staré Město pražské/Antiqua civitas Pragensis, německy Altstadt) je historické město, městská čtvrť a katastrální území Prahy na pravém břehu Vltavy, o rozloze 129,03 ha, náležející k městské části Praha 1.
Na východě a jihu Staré Město sousedí s Novým Městem, přičemž hranice vede po ulicích Revoluční, Náměstí Republiky, Na Příkopě, 28. října a Národní. Na severu a západě Staré Město uzavírá řeka Vltava, za kterou následují Holešovice (na severu), Malá Strana (na západě) a Smíchov (na jihozápadě). Staré Město dále svým územím jako enklávu zcela obklopuje nejmenší pražskou čtvrť Josefov. Součástí Starého Města je také Střelecký ostrov.

## Historie

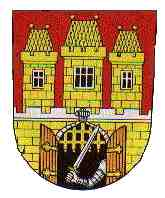
Historický znak Starého Města

### Předměstské osídlení
Území dnešní Prahy bylo osídleno už od pravěku. První zmínky o existenci kmenových celků „Fraganeo“ se čtyřiceti osídlenými hradišti pochází zřejmě již z 8. století. První doklady křesťanské architektury na pražském území pochází z poslední čtvrtiny 9. století. Jedna z nejstarších zpráv o poboření pražského mostu vypráví o stržení dřevěného mostu velkou vodou v roce 929. V 10. století již byla Praha centrem přemyslovského státu a o století později jsou doloženy zmínky o bohaté obchodní činnosti.
Zpráva Kosmovy kroniky o povodni v roce 1118, během níž „Vltava pobrala v pražském podhradí mnoho domů“, nepřímo dokládá již velmi husté osídlení na obou březích Vltavy. Na území od Vyšehradu a Podolí až po Petrskou čtvrť se v průběhu 12. století stavělo mnoho kamenných církevních i obytných staveb. První kamenný most přes řeku Vltavu byl dokončen roku 1172 a pojmenován po manželce krále Vladislava II. (Juditin most)

### Založení města

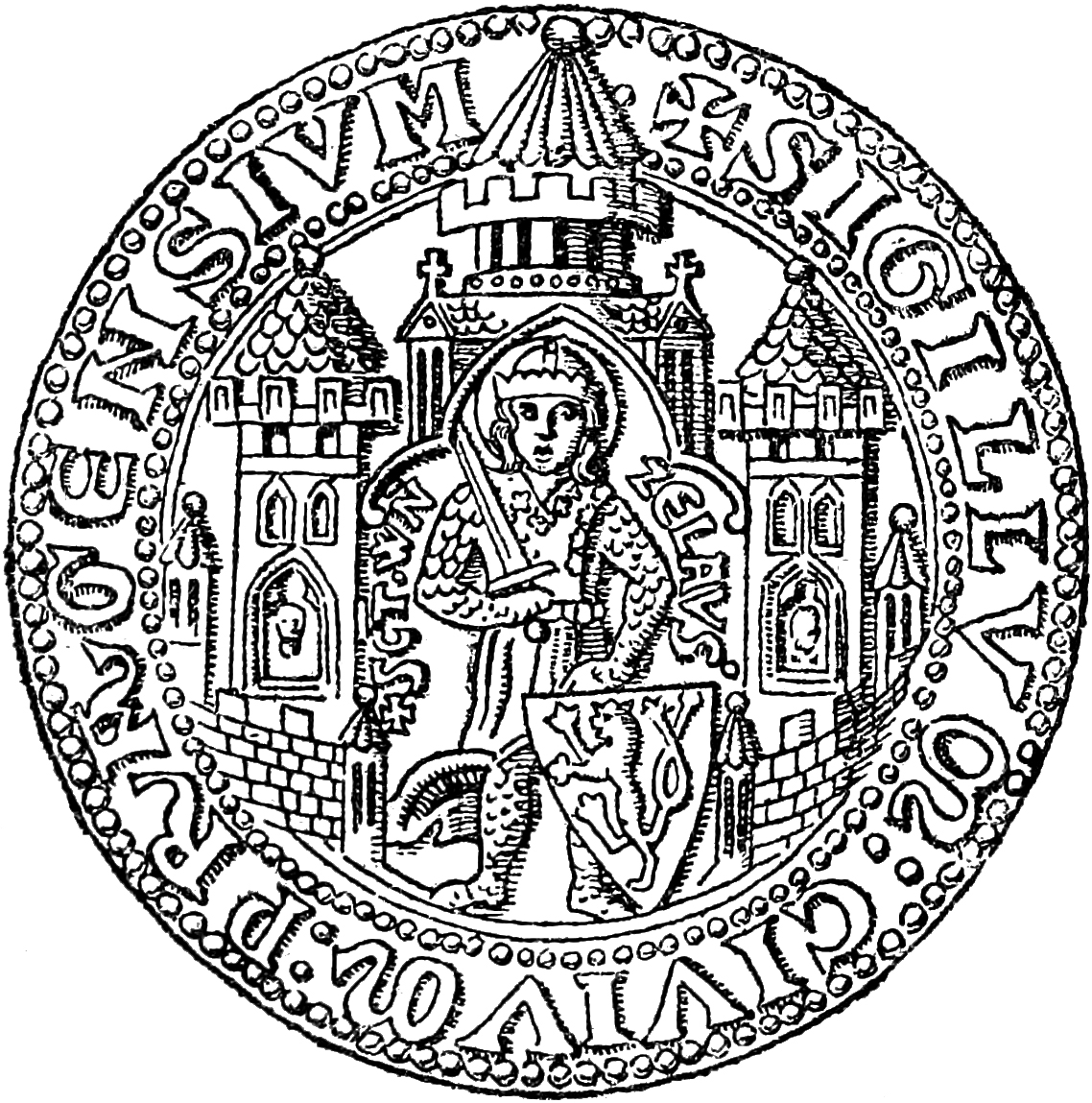
Pečeť Starého Města z pol. 13. st.

Staré Město pražské nebylo založeno jednorázovým aktem, ale vznikalo postupně během 13. století. Rozhodující bylo založení tzv. Havelského města (Nové město u sv. Havla) pro bavorské kupce královským lokátorem Eberhardem asi mezi lety 1232–1234. Podle jeho půlkilometrové rovné uliční čáry dosud patrné v prodloužení ulice Rytířská byly vybudovány hradby a jejich prodloužením na obou stranách až k Vltavě došlo k opevnění celého prostoru pozdějšího Starého Města. Původně roztříštěné osídlení podhradí s jednotlivými osadami a individuálně opevněnými objekty se uvnitř hradeb rychle měnilo v souvislé městské osídlení. Bezpečnostní, hospodářské i sociální výhody středověkého města ilustruje to, že již do poloviny století zde bylo založeno šest nových klášterů. Roku 1287 bylo dokončen vývoj Starého Města, když k němu bylo připojeno dosud právně a správně samostatné Havelské město. Oddělené zůstalo jen židovské ghetto a některé církevní majetky s postranním právem.

### Město ve středověku
V období 13. a 14. století byla zámožná elita pravděpodobně převážně německého charakteru, moc měl v rukou starý patriciát. Někdy v 1. polovině 14. století se začali řemeslníci sdružovat do cechů a ve 2. polovině 14. století získali i výraznější podíl na městské správě. Právě v tomto období se také město výrazným způsobem počeštilo. O vzestupu moci a sebevědomí pražského měšťanstva svědčí i zřízení radnice, kterou jim teprve v roce 1338 povolil postavit český král Jan Lucemburský. Prvním radničním domem Staroměstské radnice se stal dům kupce Wolflina z Kamene na rohu Staroměstského náměstí. K domu byla vybudována radniční věž, kaple a Staroměstský orloj. V pozdějších letech se radnice rozrostla do komplexu budov.

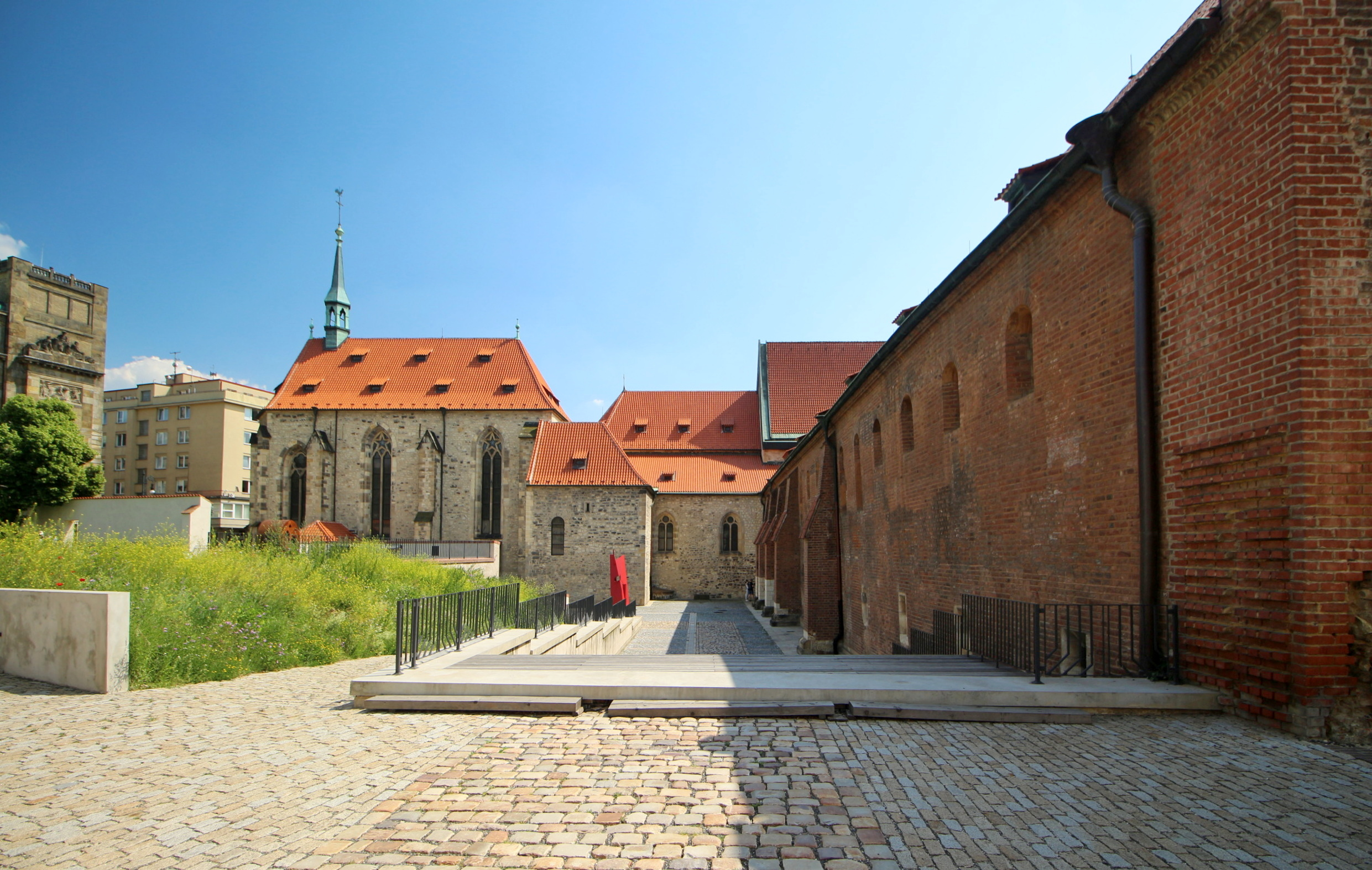
Anežský klášter

Založením Nového Města pražského Karlem IV. v roce 1348 se situace Starého Města změnila. Z města odešli především měšťané méně movití a českého původu. Také bezprostřední blízkost a poloha nového založení byla důvodem častých třenic. V letech 1367–1475 stála v čele obou měst společná městská rada, ovšem převahu v ní měli staroměstští.
V 90. letech 14. století se Staré Město pražské stalo centrem reformního hnutí, v jehož čele stáli Jan Hus, Jeroným Pražský a další univerzitní mistři. V roce 1413 získala česká husitská strana trvalou převahu v městské radě, což se projevilo i v kritických letech 1419–1420.
Na počátku 20. let se především Staré Město pražské stalo vedle radikálních táboritů a východočeských sirotků významným politickým činitelem zastávajícím umírněná stanoviska. Spolu s dalšími městy (Rokycany, Chomutov, Kadaň, Žatec, Louny, Slaný, Beroun, Český Brod, Kouřim, Kolín, Čáslav, Nymburk, Kutná Hora, Jaroměř), která mu ovšem politicky podléhala, tvořilo tzv. pražský svaz.

### Městská privilegia
Od získání městských práv získalo Staré Město od různých panovníků řadu významných i značně kuriózních privilegií. Privilegium krále Jana Lucemburského z roku 1330 mimo jiné praví, že Staroměstští smějí trestat mladíky vedoucí neuspořádaný život i ty, kdož půjčují peníze dětem bez svolení rodičů.
Po dostavbě hradeb Nového Města bylo opevnění Starého Města zrušeno a staroměstští měšťané získali kontrolu nad některými společnými branami nového souměstí, aby měli kontrolu nad volným průchodem ke Starému Městu. Na opačné straně města získali Staroměstští právní svrchovanost i nad celým kamenným mostem, což dokládá socha Bruncvíka se štítem se znakem Starého Města na pilíři na levém břehu Vltavy. Na mostě směli mimo jiné vybírat clo (od roku 1435) z veškerého zboží a poplatky od Židů. Zato se museli starat o údržbu a opravy mostu.
Český král Jiří z Poděbrad vydal nové privilegium o mostním clu roku 1459. Privilegium Fridricha III. z roku 1477 o rytířské hodnotě staroměstských měšťanů v době války nakázalo, aby se v případě zajetí ve válce zacházelo se Staroměstskými jako se šlechtici. Všechna dosavadní práva pak roku 1472 potvrdilo privilegium Vladislava Jagellonského.

### Spojení Prahy
Do roku 1784 bylo Staré Město samostatným městem, které se stalo od 12. února 1784 součástí Královského hlavního města Prahy. Až do roku 1949 bylo Staré Město samosprávním obvodem (jako Praha I či I.), od roku 1949 se stalo součástí nově vytvořené Prahy 1. I nadále však zůstává katastrálním územím.

### Pověsti
- Ve věžičce Domu U Kamenného zvonu se nacházel zvonek, na nějž zvonili křesťané na znamení počátku boje s pohany. Na paměť toho byl na roh domu zasazen kamenný zvon.
- Krutá šlechtična jednou přikázala své služce, aby ji oblékla. Vtom začal zvonit zvon z kostela Panny Marie před Týnem a služka poklekla k večerní modlitbě. Šlechtičnu to rozčílilo natolik, že služku uškrtila. Později šlechtična vstoupila do kláštera, aby se vyrovnala se svým hříchem. Ani po smrti však nenašla pokoje a dodnes prý její duch bloudí Týnským chrámem a vyzvání na zvon večerní klekání.

Tatáž pověst se vypráví také o kostele sv. Haštala na Starém Městě.
- Poustevník na Šumavě si postavil kapličku, ale neměl už peníze na zvonek. A tak se modlil, aby peníze nějak získal, až najednou našel peníze na prahu. Protože se mu poté zjevil sv. Kliment, poustevník zasvětil zvon právě tomuto světci. Když poustevník zemřel, lidé poslali jeho zvonek do Prahy na rozlití, ale zvonek – když poslové v Praze nocovali – ulétl do kostela sv. Pankráce. Zvon často zvonil sám od sebe, ale od bitvy na Bílé hoře byl jeho hlas tak smutný, že jej kostelník ze sv. Pankráce nemohl poslouchat a prodal jej jezuitům do kostela sv. Klimenta (Klementinum). Zvon prý zvoní sám od sebe, když Praze hrozí nebezpečí.

## Obyvatelstvo
| Rok  | Obyv.  | ± %     |
| ---- | ------ | ------- |
| 1869 | 46 060 | —       |
| 1880 | 44 027 | −4,4 %  |
| 1890 | 42 332 | −3,8 %  |
| 1900 | 37 888 | −10,5 % |
| 1910 | 35 504 | −6,3 %  |

| Rok  | Obyv.  | ± %     |
| ---- | ------ | ------- |
| 1921 | 35 503 | −0 %    |
| 1930 | 30 481 | −14,1 % |
| 1950 | 24 516 | −19,6 % |
| 1961 | 24 718 | +0,8 %  |
| 1970 | 20 592 | −16,7 % |

| Rok  | Obyv.  | ± %     |
| ---- | ------ | ------- |
| 1980 | 15 888 | −22,8 % |
| 1991 | 13 040 | −17,9 % |
| 2001 | 10 531 | −19,2 % |
| 2011 | 8 705  | −17,3 % |
| 2021 | 6 272  | −27,9 % |

## Nejdůležitější památky

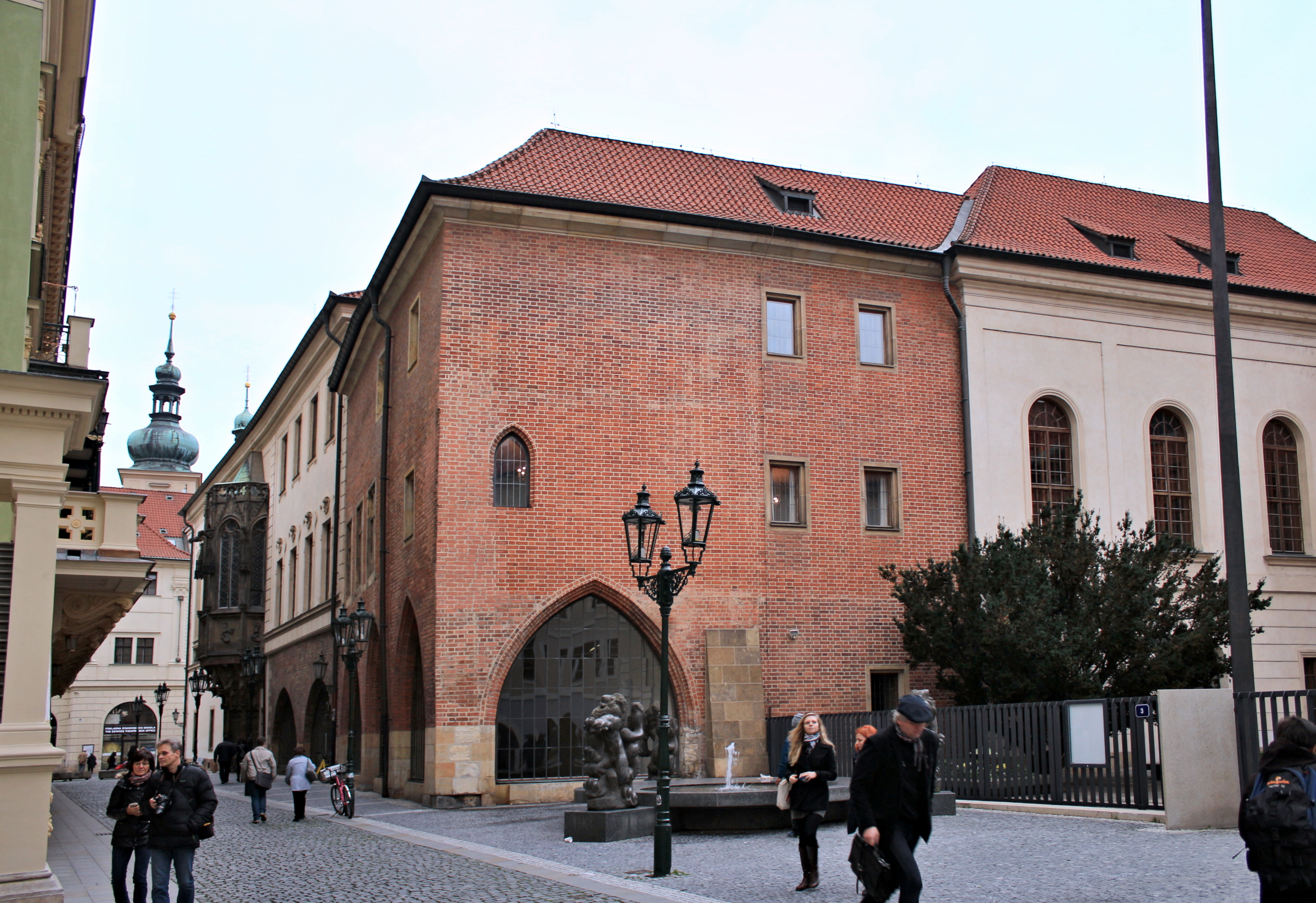
Karolinum, nejstarší budova pražské Karlovy univerzity

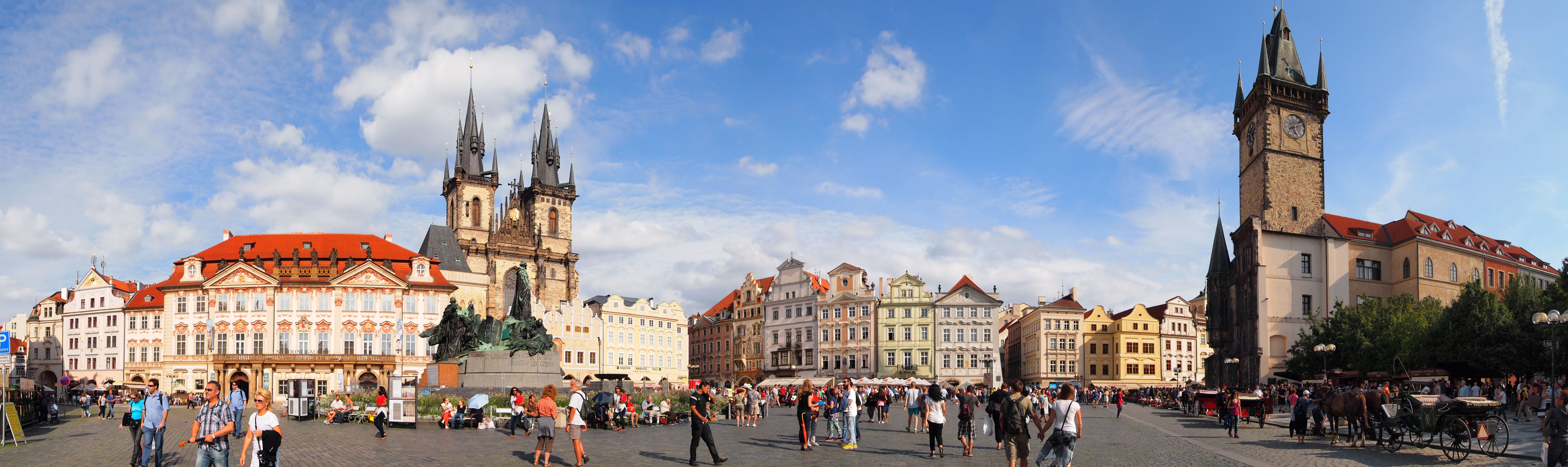
Staroměstské náměstí. Zleva doprava: palác Goltz-Kinských, v popředí pomník Jana Husa, nad ním Týnský chrám a Týnská škola, měšťanské domy a zcela vpravo Staroměstská radnice,

K největším pamětihodnostem Starého Města patří Staroměstské náměstí, na němž se nachází Staroměstská radnice se známým Pražským orlojem. Staré Město spojuje s Malou Stranou Karlův most. Řada významných památek je soustředěna kolem Královské cesty vedoucí od Prašné brány ulicí Celetnou, přes Staroměstské náměstí, Karlovou ulicí na Karlův most odkud dále pokračuje přes malostranské území na Pražský hrad.
Na území Starého Města se nachází řada významných gotických a barokních kostelů. Na území Starého Města leží celkem 440 nemovitých kulturních památek, celé území je také součástí Pražské památkové rezervace.

## Městský znak

### Historie znaku
Nejstarší zobrazení pražského znaku se nachází na hradě v Laufu u Norimberka. Gotická podoba se stříbrnými zdmi je vyobrazena na Staroměstské mostecké věži. Městský znak povýšil zlatými zdmi Fridrich III. roku 1475 (tuto podobu znaku použil Josef Mánes na Staroměstském orloji. Ozbrojenou paži do znaku doplnil až Ferdinand III. roku 1649 za hrdinnou a úspěšnou obranu města na konci třicetileté války.

## Významná data Starého Města pražského
- 1172 dostavba prvního kamenného mostu – Juditina
- 1232 získání městských práv
- 1338 založení Staroměstské radnice
- 1348 založení Karlovy univerzity a Nového Města
- 1357 založení druhého kamenného mostu – Karlova
- 1422 zavraždění radikálního vůdce pražské husitské chudiny Jana Želivského
- 1458 zvolení Jiřího z Poděbrad českým králem
- 1621 poprava 27 vůdců stavovského povstání (včetně 17 významných měšťanů)
- 1631 vpád protestantských saských vojsk do Prahy
- 1648 obrana Starého Města před švédskými vojsky
- 1784 spojení Královského hlavního města Prahy

## Sousední čtvrti
- Josefov (Židovské město)
- Nové Město
- Malá Strana
- Holešovice

## Doprava
Staré město protíná linka A pražského metra a také tramvajové linky 2, 17, 18 a 93, a také autobusy 207 a 194.